# Campeonato Mundial de Halterofilismo de 2021 - Até 64 kg feminino
A categoria até 64 kg feminino foi um evento do Campeonato Mundial de Halterofilismo de 2021, disputado em Tasquente, no Uzbequistão, no dia 12 de dezembro de 2021. 

## Calendário
Horário local (UTC+5)
| Dia            | Horário | Fase    |
| -------------- | ------- | ------- |
| 12 de dezembro | 10:30   | Grupo B |
| 12 de dezembro | 16:00   | Grupo A |

## Medalhistas
| Evento    | Ouro                | Ouro   | Prata               | Prata  | Bronze                    | Bronze |
| --------- | ------------------- | ------ | ------------------- | ------ | ------------------------- | ------ |
| Arranque  | Neama Said (EGY)    | 106 kg | Han Sojin (KOR)     | 99 kg  | Chen Wen-huei (TPE)       | 97 kg  |
| Arremesso | Chen Wen-huei (TPE) | 135 kg | Neama Said (EGY)    | 127 kg | Anastasiia Anzorova (FRH) | 121 kg |
| Total     | Neama Said (EGY)    | 233 kg | Chen Wen-huei (TPE) | 232 kg | Park Min-kyung (KOR)      | 217 kg |

## Recordes
Antes desta competição, o recorde mundial da prova era o seguinte:
| Recorde         | Tipo      | Atleta         | Peso   | Local   | Data                   |
| Recorde Mundial | Arranque  | Deng Wei (CHN) | 117 kg | Tianjin | 11 de dezembro de 2019 |
| Recorde Mundial | Arremesso | Deng Wei (CHN) | 145 kg | Pattaya | 22 de setembro de 2019 |
| Recorde Mundial | Total     | Deng Wei (CHN) | 261 kg | Pattaya | 22 de setembro de 2019 |

## Resultado
Os resultados foram os seguintes. 
| Pos.              | Atleta                          | Grupo | Arranque (kg) | Arranque (kg) | Arranque (kg) | Arranque (kg)     | Arremesso (kg) | Arremesso (kg) | Arremesso (kg) | Arremesso (kg)    | Total |
| Pos.              | Atleta                          | Grupo | 1             | 2             | 3             | Resultado         | 1              | 2              | 3              | Resultado         | Total |
| ----------------- | ------------------------------- | ----- | ------------- | ------------- | ------------- | ----------------- | -------------- | -------------- | -------------- | ----------------- | ----- |
| Medalha de ouro   | Neama Said (EGY)                | A     | 100           | 103           | 106           | Medalha de ouro   | 124            | 127            | 132            | Medalha de prata  | 233   |
| Medalha de prata  | Chen Wen-huei (TPE)             | A     | 97            | 101           | 101           | Medalha de bronze | 126            | 131            | 135            | Medalha de ouro   | 232   |
| Medalha de bronze | Park Min-kyung (KOR)            | A     | 93            | 96            | 98            | 5                 | 118            | 121            | 123            | 4                 | 217   |
| 4                 | Han Sojin (KOR)                 | A     | 99            | 99            | 99            | Medalha de prata  | 116            | 116            | 120            | 7                 | 215   |
| 5                 | Anastasiia Anzorova (FRH)       | A     | 93            | 93            | 93            | 7                 | 117            | 121            | 123            | Medalha de bronze | 214   |
| 6                 | Aysel Özkan (TUR)               | A     | 97            | 97            | 100           | 4                 | 116            | 119            | 119            | 6                 | 213   |
| 7                 | Sarah Cochrane (AUS)            | A     | 90            | 95            | 100           | 6                 | 110            | 115            | 121            | 8                 | 210   |
| 8                 | Rodsukon Sonkaew (THA)          | A     | 92            | 92            | 95            | 10                | 117            | 117            | 119            | 5                 | 209   |
| 9                 | Tsabitha Alfiah Ramadani (INA)  | A     | 92            | 98            | 98            | 9                 | 105            | 110            | 115            | 10                | 202   |
| 10                | Marit Årdalsbakke (NOR)         | B     | 87            | 90            | 92            | 8                 | 105            | 108            | 108            | 11                | 200   |
| 11                | Restu Anggi (INA)               | A     | 86            | 91            | 92            | 12                | 110            | 115            | 115            | 9                 | 196   |
| 12                | Rachel Siemens (CAN)            | B     | 88            | 90            | 90            | 11                | 107            | 111            | 111            | 12                | 195   |
| 13                | Yasmin Zammit Stevens (MLT)     | B     | 80            | 82            | 84            | 14                | 100            | 103            | 106            | 16                | 187   |
| 14                | Margaret Colonia (PHI)          | B     | 82            | 82            | 82            | 15                | 105            | 108            | 108            | 14                | 187   |
| 15                | Katla Björk Ketilsdóttir (ISL)  | B     | 79            | 85            | 85            | 13                | 98             | 101            | 103            | 17                | 186   |
| 16                | Eleni Revenikioti (GRE)         | B     | 80            | 80            | 83            | 18                | 102            | 104            | 106            | 13                | 186   |
| 17                | Helena Rønnebæk (DEN)           | B     | 80            | 82            | 83            | 17                | 102            | 104            | 107            | 15                | 184   |
| 18                | Komal Khan (IND)                | B     | 81            | 81            | 81            | 16                | 99             | 103            | 103            | 18                | 180   |
| 19                | Elizabeth Granger (NZL)         | B     | 73            | 76            | 79            | 20                | 90             | 90             | 90             | 20                | 166   |
| 20                | Arshika Vijayabaskar (SRI)      | B     | 65            | 70            | 70            | 21                | 85             | 90             | 94             | 19                | 160   |
| —                 | Amalía Ósk Sigurðardóttir (ISL) | B     | 78            | 82            | 83            | 19                | 95             | 95             | 101            | —                 | —     |